# Phyllotreta inconspicua
Phyllotreta inconspicua är en skalbaggsart som beskrevs av Frederick James Chittenden 1927. Phyllotreta inconspicua ingår i släktet Phyllotreta och familjen bladbaggar. Inga underarter finns listade i Catalogue of Life.